# 多烏布拉瓦河畔羅諾夫

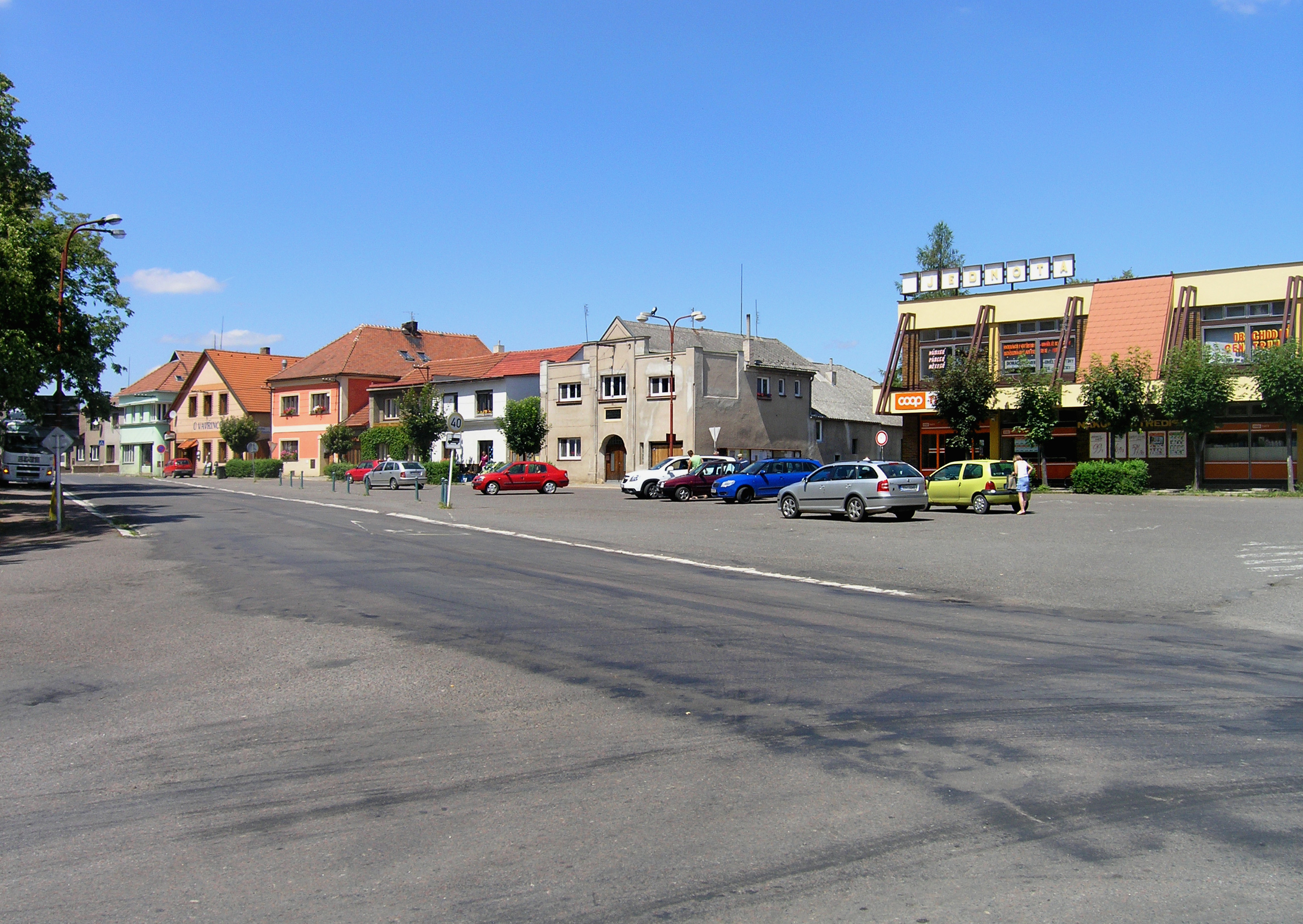

多烏布拉瓦河畔羅諾夫是捷克的城鎮，位於該國中部，距離恰斯拉夫6公里，由帕爾杜比采州負責管轄，面積17.01平方公里，海拔高度255米，2014年人口1,696。

## 外部連結
- Website of the town（页面存档备份，存于） (cz)